# Andrew Lippa

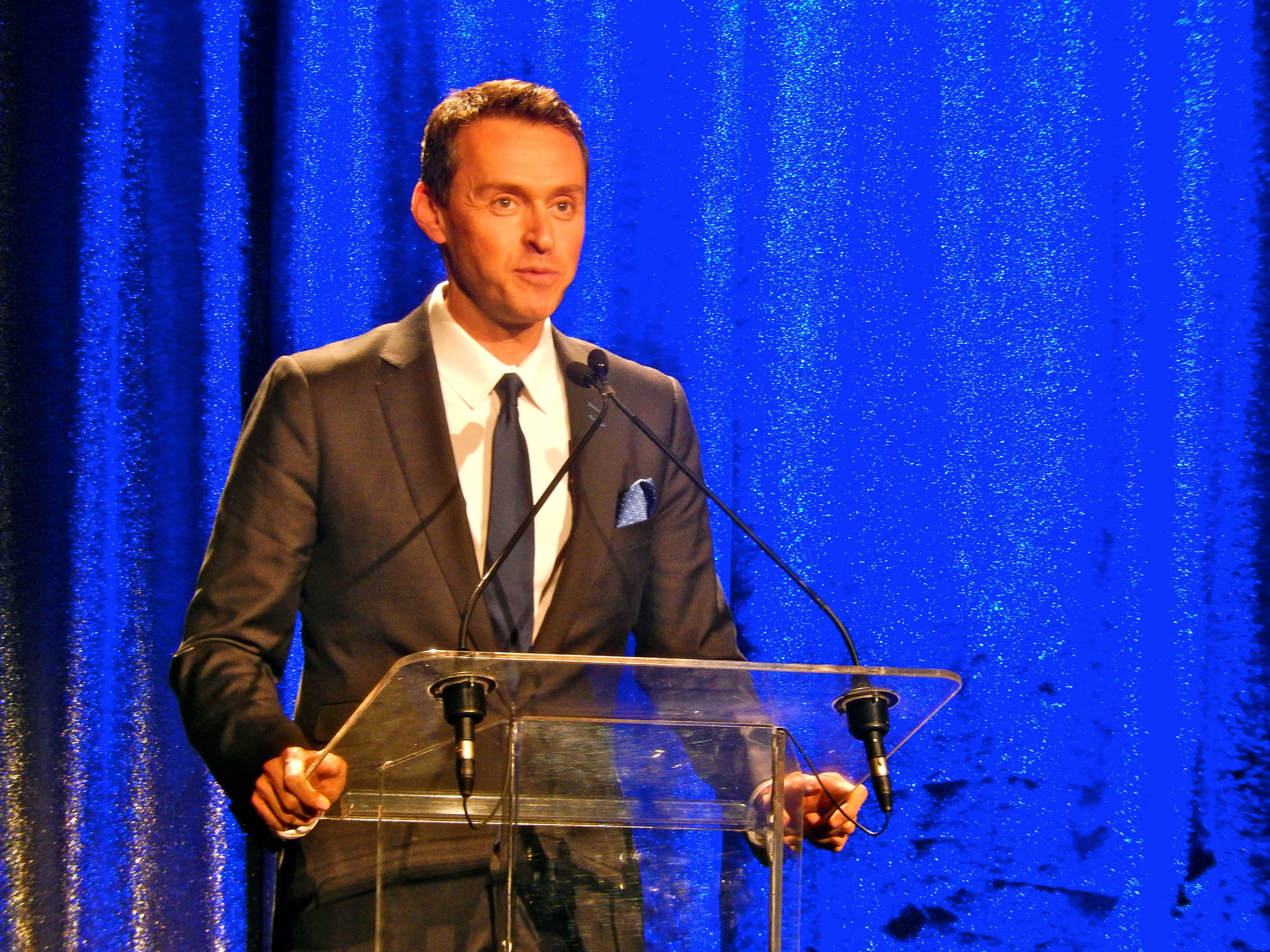
Andrew Lippa v roce 2013

Andrew Lippa (* 22. prosince 1964 Leeds) je americký skladatel, textař, libretista, herec a producent. Je stálým umělcem divadla Ars Nova v New Yorku.
V červenci 2008 se Andrew Lippa oženil s marketingovým manažerem Davidem Blochem v Los Angeles krátce poté, co nejvyšší soud Kalifornie schválil sňatky osob stejného pohlaví. Poznali se v roce 1998 díky společnému příteli při návštěvě představení A New Brain od Williama Finna. V roce 2017 se Lippa přestěhoval do Columbusu ve státě Ohio, kde se 19. března 2022 oženil s Tomem Regouskim. Mezi svatebními hosty byla i herečka Kristin Chenoweth.

## Životopis
Andrew Lippa se narodil v Leedsu v Anglii. V říjnu 1967 emigroval do Spojených států a vyrůstal v Oak Parku v Michiganu, předměstí Detroitu. Navštěvoval střední školu Oak Park High School a poté studoval na Michiganské univerzitě, kde se původně zaměřil na vokální zpěv, ale následně přestoupil na obor hudební výchovy a získal bakalářský titul.
Po ukončení studia se v roce 1987 přestěhoval do New Yorku, kde začal pracovat jako učitel hudby na střední škole Columbia Grammar and Prep School (CGPS) na Upper West Side. Ve druhém roce působení byl povýšený na zástupce ředitele, přičemž nadále vyučoval hudbu. V roce 1988 byl přijatý jako skladatel do dílny BMI Lehman Engel Musical Theatre Workshop, kde se seznámil se svým budoucím spolupracovníkem Tomem Greenwaldem (John & Jen). Později se začal věnovat kariéře hudebního skladatele.

## Kariéra v hudebním divadle
Andrew Lippa zahájil svou profesionální divadelní dráhu v Goodspeed Opera House v Connecticutu, kde v roce 1992 začal jako pianista a brzy se stal hudebním aranžérem pro taneční čísla a asistentem hudebního ředitele. V roce 1993 zde měl premiéru jeho první muzikál John & Jen (spoluautor libreta Tom Greenwald), který se následně dočkal dalších uvedení, včetně téměř půlročního uvádění v newyorském Lamb's Theatre.
Lippa je také autorem muzikálu The Wild Party, který měl premiéru v roce 2000 v Manhattan Theatre Club a získal několik prestižních ocenění, včetně ceny Drama Desk za nejlepší hudbu. Další projekt zahrnuje spolupráci na muzikálu The Addams Family, za kterou obdržel nominaci na Cenu Tony. Jeho muzikál Big Fish (Velká ryba), inspirovaný stejnojmenným filmem a románem, byl uveden na Broadwayi v roce 2013.